# Vanadi(IV) sulfide
Vanadi(IV) sulfide là một hợp chất vô cơ của vanadi và lưu huỳnh có công thức VS2 – bột màu xám kim loại, không tan trong nước.

## Điều chế
Phản ứng của dung dịch muối vanadi(IV) và amoni sulfide trong môi trường acid sẽ tạo kết tủa.
{\displaystyle {\mathsf {VCl_{4}+2(NH_{4})_{2}S+2H_{2}SO_{4}\ \xrightarrow {} \ VS_{2}\downarrow +2(NH_{4})_{2}SO_{4}+4HCl}}}
Cũng có thể điều chế VS2 bằng cách đun nóng các nguyên tố thành phần ở 500 °C (932 °F; 773 K) hoặc cho LiVS2 tác dụng với I2 trong MeCN.

## Tính chất và cấu trúc
Vanadi(IV) sulfide tạo thành các tinh thể màu xám kim loại của hệ tinh thể ba phương, nhóm không gian P 3m1, các hằng số mạng tinh thể a = 0,3348 nm, c = 0,6122 nm, Z = 1.
Cấu trúc của VS2 giống CdI2. Khi đun nóng đến 300 °C (572 °F; 573 K), VS2 giải phóng lưu huỳnh, tạo thành V2S3.

## Hợp chất khác
Phức hợp VS2·NH3 có màu đen, được tạo thành khi cho Na3VO4 tác dụng với thioacetamide.